# シモーネ・パドイン
シモーネ・パドイン（Simone Padoin, 1984年3月18日- ）は、イタリア・ジェモーナ・デル・フリウーリ出身の元サッカー選手。ポジションはミッドフィールダー。

## 経歴
アタランタBCの下部組織で育ち、2003年にヴィチェンツァ・カルチョに共同保有で移籍。一年後には完全移籍を果たす。2007年にはアタランタに復帰。
2010年5月にユヴェントスのアメリカツアーに帯同するが、移籍には至らなかった。しかし、2012年1月にユヴェントスへ移籍金500万ユーロで移籍した。
2016年7月にセリエAに昇格したカリアリ・カルチョに60万ユーロの移籍金で移籍が決定した。
2019年9月、アスコリ・カルチヨへの移籍が発表された。
2020年11月19日に現役引退を表明した。
2021年7月22日、古巣であるユヴェントスのコーチングスタッフに就任することが発表された。

## プレースタイル
守備的なセンターハーフが主なポジションであるが、場合によってはウイングバックやサイドバックもこなす派手さはないが献身的なユーティリティプレイヤーである。その献身性からユヴェントスサポーターに愛され、カリアリ・カルチョに移籍するときはユヴェントスサポーターから移籍を惜しむ声が多く挙がった。

## タイトル

### クラブ
アタランタ
- セリエB ： 2010-11

ユヴェントス
- セリエA ： 2011-12, 2012-13, 2013-14, 2014-15, 2015-16
- コッパ・イタリア ： 2014-15, 2015-16
- スーペルコッパ・イタリアーナ ： 2012, 2013, 2015